# 副長助勤
副長助勤（ふくちょうじょきん）とは、壬生浪士組、および新選組内の位。通常は、局長、副長に次ぐ三番目となるが、総長などの役職もあったため、必ずしも三番目とは言えない。内務では局・副長の補佐。隊務では、一隊の小隊長である。編成によって、組頭・組長となる。
隊内の呼び名としては、○○助勤や○○先生、○○組長など（○○内には助勤の名前）。

## 歴代組長
1864年12月編成時の組長
- 一番組：沖田総司
- 二番組：伊東甲子太郎
- 三番組：井上源三郎
- 四番組：斎藤一
- 五番組：尾形俊太郎
- 六番組：武田観柳斎
- 七番組：松原忠司
- 八番組：谷三十郎

1865年4月編成時の組長
- 一番隊組長：沖田総司
- 二番隊組長：永倉新八
- 三番隊組長：斎藤一
- 四番隊組長：松原忠司
- 五番隊組長：武田観柳斎
- 六番隊組長：井上源三郎
- 七番隊組長：谷三十郎
- 八番隊組長：藤堂平助
- 九番隊組長：鈴木三樹三郎
- 十番隊組長：原田左之助

1865年12月編成時組長
- 一番組：沖田総司
- 二番組：永倉新八
- 三番組：斎藤一
- 四番組：井上源三郎
- 五番組：谷三十郎
- 六番組：藤堂平助
- 七番組：原田左之助